# Каза Сампијери-Лунарди (Падова)
Каза Сампијери-Лунарди је насеље у Италији у округу Падова, региону Венето.
Према процени из 2011. у насељу је живело 356 становника. Насеље се налази на надморској висини од -2 м.